# Drusus improvisus
Drusus improvisus là một loài Trichoptera trong họ Limnephilidae. Chúng phân bố ở miền Cổ bắc.